# Roh Tae-woo
Dans ce nom coréen, le nom de famille, Roh, précède le nom personnel.
Pour les articles homonymes, voir Roh.
Roh Tae-woo (en coréen : 노태우, /no.tʰɛ.u/) est un général et homme d'État sud-coréen, né le 4 décembre 1932 à Daegu (Gyeongsang du Nord, Corée japonaise) et mort le 26 octobre 2021 à Séoul (Corée du Sud).
Il est président de la République de 1988 à 1993.

## Biographie
À la suite des manifestations de 1987, qui rassemblèrent jusqu'à 100 000 personnes le 8 juillet à Séoul, le chef de l’État sud-coréen, le général Chun Doo-hwan, accepta l'élection du nouveau président de la République au suffrage universel direct. Choisi comme le successeur de Chun Doo-hwan, le général Roh remporta l'élection organisée le 16 décembre 1987 (avec 35,9 % des voix) à la faveur notamment de la division de l'opposition entre Kim Young-sam (27,5 %) et Kim Dae-jung (26,5 %).
Son mandat (1988-1993) a été marqué par l'organisation des Jeux de la XXIVe olympiade à Séoul, et l'entrée conjointe des deux Corées à l’ONU en 1991. Par ailleurs, une nouvelle Constitution a été adoptée en 1988. La même année, 2 000 prisonniers politiques ont été libérés.
Du fait de sa proximité avec les chaebol, dont il favorise les intérêts en échange de pots-de-vin, il se constitue une fortune de 650 millions de dollars.
À la suite de la campagne anti-corruption menée après 1993 par son successeur Kim Young-sam, et de la mise en cause de leur rôle dans la répression sanglante du soulèvement de Gwangju en 1980, Roh Tae-woo et son prédécesseur Chun Doo-hwan sont condamnés. La peine de Roh Tae-woo, de vingt-deux ans et demi de prison, a été réduite à dix-sept ans en appel, avant qu'il ne soit libéré début 1998, sur l'intervention du nouveau président Kim Dae-jung.
Il meurt le 26 octobre 2021 à l’âge de 88 ans.